# Angers Technopole
 (novembre 2012).
Si vous disposez d'ouvrages ou d'articles de référence ou si vous connaissez des sites web de qualité traitant du thème abordé ici, merci de compléter l'article en donnant les références utiles à sa vérifiabilité et en les liant à la section « Notes et références ».
Angers Technopole est une association créée par la Ville d’Angers, le Conseil général de Maine-et-Loire et la Chambre de commerce et d’industrie d’Angers en 1986, afin de promouvoir une politique de développement de l’innovation dans l’agglomération angevine et en Anjou.

## L’organisme
L’organisme Angers Technopole est constitué de trois collèges : institutionnels (communauté urbaine Angers Loire Métropole, département de Maine-et-Loire et région des Pays de la Loire), entreprises, établissements de recherche et d’enseignement supérieur.
Angers Technopole est un groupement d'organisation de recherche et d'affaire, et le centre européen d'entreprises et d'innovations (CEEI) du département de Maine-et-Loire.
L’association Angers Technopole a été créée en 1986, et compte plus de 160 adhérents, principalement des entreprises innovantes et laboratoires de recherche en Anjou.
Technopole multi-spécialisée, sa vocation est de soutenir et développer l’innovation sous toutes ses formes pour contribuer au développement économique de son territoire.

### Direction
En 2022, Yves Gidoin élu président d’Angers Technopole en remplacement de Constance Nebbula,.

## Missions
L’offre de services d’Angers Technopole s’articule autour de quatre missions :
- appuyer le développement des laboratoires de recherche et des établissements d’enseignement supérieur ;
- détecter, évaluer et incuber les projets de création d’entreprise innovante[5] ;
- développer et accélérer les projets d’innovation dans les entreprises existantes ;
- soutenir et animer les démarches collectives d’innovation, dans les filières, les clusters et pôles de compétitivité.

Angers Technopole a développé quelques domaines précis : la filière végétale au sein du Pôle végétal angevin, le réseau santé et biotechnologie angevin, le secteur de l’électronique et des nouvelles technologies de l’informatique, ainsi qu’un pôle innovation autour de l’enfant.
Angers Technopole publie mensuellement une newsletter et deux fois par an la Lettre d’Angers Technopole en support papier. L'association se situe à la Maison de la Technopole, à Angers, dans le quartier universitaire de Belle-Beille.

### Incubateur
En 2021, Angers Technopole a incubé 53 startups et accompagné 67 projets d’innovations dans des PME existantes.

## Partenariats
Angers Technopole travaille en partenariat avec les centres universitaires et de recherches tels que l’ESSCA, l’université d’Angers, l’INRA, l’Université catholique de l’Ouest, l’École supérieure d’électronique de l’Ouest ou encore le CHU d'Angers.